# メモリーズ・コーナー
『メモリーズ・コーナー』（Memories Corner）は2011年のフランス・カナダ合作映画。阪神・淡路大震災の被災者の孤独死を題材に、日本人俳優を起用して神戸を舞台に制作された作品である。オドレイ・フーシェ初監督作品。2011年10月8日韓国釜山国際映画祭で初上映された。

## キャスト
- アダ - デボラ・フランソワ： フランス人ジャーナリスト。
- 岡部 - 西島秀俊： 通訳。
- 石田 - 阿部寛： 震災の後遺症に苦しむ寡黙な男。
- ポール - フランソワ・パピノ
- 國村隼
- 塩見三省
- 倍賞美津子

## トリビア
監督のオドレイ・フーシェがフランス国立映画学校ラ・フェミ（La Fémis）在学中に執筆し、コンクールに入賞した脚本を卒業作品として自ら映画化した。